# Royaume de Tiggida
 (juin 2025).
La mise en forme du texte ne suit pas les recommandations de Wikipédia : il faut le « wikifier ».
Les points d'amélioration suivants sont les cas les plus fréquents. Le détail des points à revoir est peut-être précisé sur la page de discussion.
- Les titres sont pré-formatés par le logiciel. Ils ne sont ni en capitales, ni en gras.
- Le texte ne doit pas être écrit en capitales (les noms de famille non plus), ni en gras, ni en italique, ni en « petit »…
- Le gras n'est utilisé que pour surligner le titre de l'article dans l'introduction, une seule fois.
- L'italique est rarement utilisé : mots en langue étrangère, titres d'œuvres, noms de bateaux, etc.
- Les citations ne sont pas en italique mais en corps de texte normal. Elles sont entourées par des guillemets français : « et ».
- Les listes à puces sont à éviter, des paragraphes rédigés étant largement préférés. Les tableaux sont à réserver à la présentation de données structurées (résultats, etc.).
- Les appels de note de bas de page (petits chiffres en exposant, introduits par l'outil «  Source ») sont à placer entre la fin de phrase et le point final[comme ça].
- Les liens internes (vers d'autres articles de Wikipédia) sont à choisir avec parcimonie. Créez des liens vers des articles approfondissant le sujet. Les termes génériques sans rapport avec le sujet sont à éviter, ainsi que les répétitions de liens vers un même terme.
- Les liens externes sont à placer uniquement dans une section « Liens externes », à la fin de l'article. Ces liens sont à choisir avec parcimonie suivant les règles définies. Si un lien sert de source à l'article, son insertion dans le texte est à faire par les notes de bas de page.
- La présentation des références doit suivre les conventions bibliographiques. Il est recommandé d'utiliser les modèles {{Ouvrage}}, {{Chapitre}}, {{Article}}, {{Lien web}} et/ou {{Bibliographie}}. Le mode d'édition visuel peut mettre en forme automatiquement les références.
- Insérer une infobox (cadre d'informations à droite) n'est pas obligatoire pour parachever la mise en page.

Pour une aide détaillée, merci de consulter Aide:Wikification.
Si vous pensez que ces points ont été résolus, vous pouvez retirer ce bandeau et améliorer la mise en forme d'un autre article.
Le royaume de Tigidda ou royaume de Takkeda est un ancien sultanat saharien établi entre les XIe et XVIe siècles dans la région de l'Ighazer, au nord du Niger actuel. Il constitue l'une des premières entités politiques islamisées du Sahel central, jouant un rôle important dans le commerce transsaharien grâce à ses ressources en sel et en cuivre.

## Contexte géographique et fondation
La plaine de l'Ighazer, entre les massifs de l’Aïr et les confins sahéliens, constituait une zone fertile en ressources minières, en particulier le cuivre et le sel. Le site de Tegidda-n-Tesemt, mentionné dès le XIe siècle, servait de capitale à cette entité, qui est également identifiée par les chercheurs sous le nom de Takadda. Certains auteurs établissent un lien avec les Masūfa – une composante berbère sanhaja – qui auraient formé l’aristocratie dirigeante de Tigidda.

## Organisation politique et société
Le royaume de Tigidda était gouverné par un sultan, dans un système de monarchie islamique, dont l’élite dirigeante était probablement issue de lignages berbères islamisés. La société locale était structurée autour des populations touarègues, notamment les Kel Ferwan, et pratiquait un islam influencé par les traditions locales.

## Économie et commerce
Tigidda tirait sa prospérité de ses mines de cuivre et de ses salines. Le cuivre extrait à Azelik-Takadda faisait l’objet d’un traitement métallurgique local et était échangé dans tout le Sahel et au-delà, jusque dans le monde songhaï et les cités de l’Ifoghas. Le commerce du sel représentait également une ressource stratégique, ce produit étant essentiel à la préservation des denrées et à l’alimentation des bêtes de somme.

## Relations extérieures et déclin
Au XVIe siècle, l’essor du sultanat d'Agadez provoque le déclin de Tigidda, dont le pouvoir fut absorbé par cette nouvelle puissance politique du nord. Le déplacement des routes caravanières vers des axes plus nordiques, ainsi que l'épuisement relatif de certaines ressources, ont contribué à cette transition.

## Archéologie et vestiges
Les fouilles archéologiques menées par l'équipe de Suzanne Bernus et Pierre Gouletquer dans les années 1970 ont mis en évidence des installations de métallurgie du cuivre à Azelik. D'autres sites secondaires attestent d'une occupation continue et d’une activité commerciale intense dans la région.

## Héritage
Les traditions orales recueillies dans la région d'In Gall et d’Agadez mentionnent encore la mémoire du royaume de Tigidda. Le vocabulaire local conserve des traces de cette histoire, et l’identité des groupes comme les Inusufan est parfois rattachée à cette entité ancienne.